# (1374) Isora
(1374) Isora – planetoida z grupy przecinających orbitę Marsa okrążająca Słońce w ciągu 3 lat i 138 dni w średniej odległości 2,25 ua. Została odkryta 21 października 1935 w Observatoire Royal de Belgique w Uccle przez Eugène'a Delporte. Nazwa planetoidy została nadana przez Gustava Stracke (anagram Isora = Rosi A). Przed jej nadaniem planetoida nosiła oznaczenie tymczasowe (1374) 1935 UA.